# Miodrag Milin
Miodrag Milin (n. 1950) este un istoric român de origine sîrbească.

## Activitate profesională
- Absolvent al Facultății de Istorie a Universității "Babeș-Bolyai" din Cluj, 1973
- Premiul "Nicolae Bălcescu" al Academiei Române, 1983
- Doctor în istorie la universitatea din Cluj, 1989
- Profesor universitar la Universitatea Banatului din Timișoara, 1997[5].
- Membru în Consiliul Științific al Institutului Revoluției Române de la înființare[6] pînă în decembrie 2006, cînd a demisionat nemulțumit de cenzura existentă la institut[7].

Studii:
•	1989 – doctor în istorie, Universitatea Babeș-Bolyai din Cluj-Napoca;
•	1973 – Facultatea de Istorie, Universitatea Babeș-Bolyai din Cluj-Napoca;
Activitate profesională:
•	2007 – profesor universitar, Universitatea Tibiscus, Timișoara
•	2006 – director, Centrul Național de Cercetare, Documentare și Informare Publică despre Revoluția Româană din decembrie 1989, Timișoara
•	2005 – cercetător I expert, Institutul Revoluției Române București
•	2004 – rector, Universitatea Banatului din Timișoara;
•	2003 – consilier științific Memorialul Revoluției Române din 1989, Timișoara;
•	2000 – secretar științific, Universitatea Banatului;
•	1997 – decan al Facultății de Științe Politice și Administrative, Universitatea Banatului;
•	1997 –profesor universitar, Universitatea Banatului din Timișoara
•	1996 – conferențiar universitar, Universitatea Banatului din Timișoara
•	1996 – cercetător principal, Institutul de studii sociale din Timișoara;
•	1986 – lector universitar, Universitatea de Vest din Timișoara;
•	1977 – cercetător, Institutul de studii sociale din Timișoara;
Distincții academice:
•	2007- Serbian Academy of Education, Belgrade
•	2003 – Visiting Lecturer, Universitatea Loyola, New Orleans, S.U.A.
•	2000 - Visiting Professor, Facultatea Pedagogică Vârșeț, Serbia și Muntenegru
•	1996 – Visiting Professor, „Braca Karic”, Universitatea din Belgrad, Iugoslavia;
•	1993 – bursier Fulbright, Universitatea din Illinois, S.U.A.
•	1990 – vicepreședinte al  Comisiei inter-academice de istorie româno-iugoslave;
•	1985 – secretar editorial, Studii de istorie a Banatului;
•	1983 – premiul „Nicolae Bălcescu” al Academiei Române;
Societăți onorifice:
•	2002 – Comisia inter-academică româno-maghiară de istorie, Cluj-Napoca - Budapesta;
•	2002 – Memorialul Revoluției din 1989, Timișoara;
•	1996 – Comitetul național român de studii sud-est europene, București;
•	1992 – Asociația istoricilor din Transilvania și Banat, Cluj-Napoca;
•	1991 – Societatea Matica Srpska, Novi Sad;
•	1990 - Comisia inter-academică de istorie româno-iugoslavă, București – Belgrad;

## Lucrări publicate

### Reviste de specialitate din străinătate sau publicații (asimilabile revistelor) sub egida unor organizații profesionale internaționale
Nr.
crt	Titlul lucrării	Autorii	Publicația
(Nr., anul, pagina)	Nr.pag	
1.	Rumunski nacionalni pokret u Banatu (1884 - 1896)	Miodrag Milin	„Godišnjak društva istoričara Vojvodine”, 1983, 83 - 90	
2.	Primerii rumunsko – srpskog prožimanja (1790 - 1848)	Miodrag Milin	„Bilten sprskog Vikarijata”, 41 – 48, 1982 -1983, 79 - 93	
3.	Moments de l’histoire des relations romaines – serbes (1867 - 1871)	Miodrag Milin	„Balcanica”, XV, 1984, 143 - 160	
4.	Les ropports roumains – serbes – montenegrins (1870 -1874)	Miodrag Milin 	„Balkan studies”, XXV- I, 1984, 55 - 80	
5.	La Roumanie et la Serbie (1876 - 1877)	Miodrag Milin 	„Balcanica”, XVI – XVII,1985 -1986,  142 - 165	24
6.	La Roumanie, la Serbie et le Montenegro (1874 -1876)	Miodrag Milin 	„Revue Roumaine d`Histoire”, III, 1986, 163 -179	17
7.	Šerban Kantakuzino i pravoslavni svet	Miodrag Milin 	„Bilten sprskog Vikarijata”, 59 – 60, 1986, 110 -115	6	
8.	România și Serbia în războiul de independență	Miodrag Milin 	„Revista de istorie”, 4, 1987, 408 - 417	10		
9.	Relațiile româno –sârbe în timpul lui A. I. Cuza	Miodrag Milin 	„Revista de istorie”, 1, 1984, 63 - 76	14		
10.	Interferențe româno –sârbe (1790 -1848)	Miodrag Milin 	„Revista de istorie”, 12, 1982, 1298 - 1312	15	
11.	Din consemnările Agenției Serbiei la București (1842 - 1848)	Miodrag Milin 	„Revista Arhivelor”, 3, 1983, 299 - 303	4	
12.	Entre les spheres d`interet et les aspirations nationales (1878 - 1885)	Miodrag Milin 	„Balcanica” XVIII, 1987, 235 - 265	31	
13.	Surces diplomatiques serbes sur la Paix de Bucarest (1886)	Miodrag Milin 	„Revue Roumaine d`Histoire”, 4, 1988, 380 - 401	22
14.	Sur l`histoire des relations romaino – serbes (1886 – 1888)	Miodrag Milin 	„Revue des Etudes sud – est Europeennes”, 1, 1989, 62 - 85	24	
15.	Titoismul la granița româno – iugoslavă (1944 – 1945)	Miodrag Milin 	„ Revista istorică”, Serie nouă, 3 -4, 1996, 221 - 232	12	
16.	Dobrovoljci u oslobodilačkim ratovima Srba	Miodrag Milin 	„Zbornik radova”, Institut za savremenu istoriju, Beograd, 1996, 214 - 258	45		
17.	Europe and serbs	Miodrag Milin 	„Internationalscientific conference”,13 – 15 December,1995, Serbian Academy, 1996, 482 - 496	45
18.	Traditionen und Perspektiven des Zussammenlebens	Miodrag Milin, Wallner Luminița
	„Kulturraum Mittlere und Untere Donau”, 1995, 631 - 650	20	
19.	Die Serben  in den Baragan	Miodrag Milin,
Liubomir Stepanov	Haus des Deutschen Ostens, 2001, 99 - 116	18

### Monografii, tratate de specialitate publicate la edituri din străinătate
Nr.
crt	Titlul lucrării	Autorii	Editura, anul, nr. Pagini, ISBN	Nr.pag	
1.	Srbi iz Rumunije u Baraganskoj Golgoti	Miodrag Milin, Liubomir Stepanov	„Triton”, Vršac, 2002, 449, ISBN 86-7372-022-2	449		
2.	Srbi iz Rumunije i rumunsko – jugoslovenski odnosi 1944 - 1949	Miodrag Milin,
Andrei Milin	„Triton”, Vršac, 2004, 277, YU ISBN 86-7372-039-2	277
3.	Deportiert in der Baragan	Miodrag Milin, Liubomir Stepanov	Haus des Deutschen Ostens, München, 2001, 99 - 116	17		

### Monografii, tratate de specialitate publicate la edituri din țară
Nr.
crt	Titlul lucrării	Autorii	Editura, anul, nr. Pagini, ISBN	Nr.pag	
1.	Sârbii din România și relațiile româno – iugoslave (1944 - 1949)	Miodrag Milin,
Andrei Milin, Editura Uniunii sârbilor din România, 2004,  271, ISBN 973-8402-37-9	271
2.	Relații româno – americane (1859 -1901)	Keith Hitchins, Miodrag Milin	Redacția publicațiilor pentru străinătate „România”, București, 2001, ISBN 973-99751-8-6	401	

3.	Rezistența anticomunistă din munții Banatului în documente	Miodrag Milin 	Editura „Fundația Academia Civică”, București, 2000, ISBN 973-98550-9-1	274	

4.	Timișoara în Arhivele ”Europei libere”, 17 -20 decembrie 1989	Miodrag Milin 	Editura „Fundația Academia Civică”, București, 1999, 310, ISBN 973-9437-7-8	310

5.	Procesul de la Timișoara (1990)	Miodrag Milin, Editura „Fundația Academia Civică”, București, 2004, 879,	879
6.	Rezistența anticomunistă din munții Banatului (zona Domașnea - Teregova)	Miodrag Milin, Editura „Marineasa”, Timișoara, 1998, 232, ISBN 973-9496-53-9	232
7.	Rezistența anticomunistă din munții Banatului (zuna Mehadia – Iablanița - Breazova)	Miodrag Milin ,	Editura „Marineasa”, Timișoara, 2000, 127, ISBN 973-9485-74-X	127
8.	Timișoara în revoluție și după	Miodrag Milin, Editura „Marineasa”, Timișoara, 1997, 223, ISBN 973-9185-84-3	223
9.	O enigmă care împlinește șapte ani	Comunicări, simpozion, Timișoara, 18 – 19 decembrie 1996, 	Editura „Fundația Academia Civică”, București, 1997, 106 – 111, ISBN 973-97877-4-6	6
10.	Identitate și alteritate. Studii de imagologie,	Editura Banatica, Reșița, 1996, 149 -155, ISBN 973-99757-6-4	7

11.	Baraganska golgota Srba u Rumuniji 1951 – 1956	Miodrag Milin, Liubomir Stepanov, Editura Demokratski savez  Srba i Karaševaka u Rumuniji, Temičvar, 1996, 320, ISBN 973-96769-7-9	320
12.	Golgota Bărăganului pentru sârbii din România 1951 - 1956	Miodrag Milin, Liubomir Stepanov	Editura Uniunea Democrată a sârbilor și carașovenilor din România, Timișoara, 1996, 304, ISBN 973-96769-9-5	304

13.	Vekovima zajedno	Miodrag Milin, Editura Demokratski savez  Srba i Karaševaka u Rumuniji, Temisvar, 1996, 208, ISBN, 973 – 96769 – 2 – 8	208
14.	Convergențe europene. Istorie și societate în Europa modernă	Miodrag Milin
(colaborare)	Editura „Dacia”, Cluj – Napoca, 1993, 193 – 201, ISBN 973-35-0324-X

15.	Cultură și societate în epoca modernă	Miodrag Milin
(colaborare)	Editura „Dacia”, Cluj – Napoca, 1990, 45 - 56, ISBN 973-35-0190-5
16.	Relații politice româno sârbe în epoca modernă	Miodrag Milin
	Editura Academiei Române, București, 1992, 240, ISBN 973-27-0308-3	240

17.	Timișoara 15 – 21 decembrie 1989	Miodrag Milin, Editura „Facla”, Timișoara, 1990, 188	188
18.	Timișoara 16 -22 decembrie 1989	Miodrag Milin (colaborare)	Editura „Facla”, Timișoara, 1990, 45 – 78, ISBN 973 – 36 – 0091	34
19.	Făurirea statului național unitar român – contribuții bănățene 1914 - 1919	Miodrag Milin, Constantin Brătescu, Tiberiu Moț, Ioan Munteanu,	Editura Arhivelor Statului, București, 1983, 240	240		Lucrare distinsă cu premiul Nicolae Bălcescu al Academiei Române.

### Manuale de specialitate pentru învățământul superior publicate la litografii ale universităților
Nr.
crt	Titlul lucrării	Autorii	Editura, anul, nr. pagini	Nr.
Pagini contribuție personală	
1.	De la Autonomism la Memorand (1860 -1895)	Miodrag Milin, Tipografia Universității din Timișoara, 1986, 122	122
2.	Relații politice româno – sârbe (1848 - 1877)	Miodrag Milin,Tipografia Universității din Timișoara, 1986, 193	193
3.	Bibliografia istorică a Banatului	Miodrag Milin, (editor)	Tipografia Universității din Timișoara, 1990, 283	283

## Aprecieri critice
- Alex Mihai Stoenescu: "Pentru a se descurca în plasa deasă a legendei, cititorul are la dispoziție aproximativ 300 de cărți despre evenimentele de la Timișoara, din care doar vreo cinci păstrează încă peste timp căldura relatării din vecinătatea evenimentului și numeroase detalii apropiate cumva de adevăr. Rămîn interesante mărturiile consemnate de Miodrag Milin, Marius Mioc și Titus Suciu, unele încărcate sentimental și înfrumusețate politic"[8]